# مار زنگی سواحل غرب مکزیک
مار زنگی سواحل غرب مکزیک (نام علمی: Crotalus basiliscus) نوعی مار زنگی است که در غرب مکزیک زندگی می کند. این گونه یکی از بزرگترین گونه های مار زنگی در دنیا است.